# Циганештиј де Бејуш (Бихор)
Циганештиј де Бејуш (рум. Țigăneștii de Beiuș) насеље је у Румунији у округу Бихор у општини Драганешти. Oпштина се налази на надморској висини од 212 m.

## Становништво
Према подацима из 2002. године у насељу је живело 367 становника, од којих су сви румунске националности.